# Schwabsoien
Schwabsoien é um município da Alemanha, situado no distrito de Weilheim-Schongau, no estado da Baviera. Tem 17,02 km² de área, e sua população em 2019 foi estimada em 1.394 habitantes.